# FTW?!
FTW?! (kurz für For the Win) ist ein Kartenspiel des deutschen Spieleautors Friedemann Friese für zwei bis sechs Mitspieler aus dem Jahr 2023 im Verlag 2F-Spiele. Bei dem Ablagespiel versuchen die Mitspieler ähnlich wie bei ähnlichen Kartenspielen wie Mau Mau alle Karten ihrer Kartenhand abzulegen und damit das Spiel zu gewinnen.

## Thema und Ausstattung
Bei dem Spiel handelt es sich um ein einfaches Karten-Ablagespiel, bei dem die Mitspieler ähnlich wie bei Mau Mau und ähnlichen Spielen versuchen, ihre Handkarten möglichst schnell loszuwerden. Anders als bei diesen Vorläufern gibt es bei FTW?! ähnlich wie bei Passt nicht! für jeden Spieler eine zusätzliche eigene Ablage, in die sie hier Hilfskarten ablegen und später nutzen können.
Das Spielmaterial besteht neben der Spielanleitung aus 60 Zahlenkarten mit den Werten von 1 bis 60.

## Spielweise
Zur Vorbereitung einer Spielrunde wird zuerst abhängig von der Anzahl der Spieler die Kartenanzahl angepasst, wobei bei zwei bis drei Personen nur mit den Karten 1 bis 36 und bei vier Personen mit den Karten 1 bis 48 gespielt wird. Die Karten werden gleichmäßig auf die Mitspieler verteilt, bei zwei bis fünf Spielern bekommt dabei jeder Spieler 12 Karten und bei sechs Spielern nur zehn Karten. Jeder Spieler wählt drei Handkarten aus, die er an seinen rechten Nachbarn weitergibt (Drafting), einen Nachziehstapel gibt es nicht.
Beginnend mit einem Startspieler spielen die Mitspieler im Uhrzeigersinn. Der jeweils aktive Spieler legt immer eine Karte seiner Kartenhand entweder auf den gemeinsamen Ablagestapel oder in seine Auslage vor sich ab oder er kombiniert Karten seiner Auslage und seiner Hand und legt sie gemeinsam ab. Auf den Ablagestapel kann er dabei jeweils nur eine Karte ablegen, wenn sie im Wert höher als die ausliegende Karte ist. Gelingt dies nicht oder möchte der Spieler keine Karte auf den Ablagestapel legen, legt er eine Karte mit niedrigerem Wert als Hilfskarte vor sich ab und nimmt zusätzlich eine beliebige Karte vom Ablagestapel auf die Hand. Mit Hilfe von einer oder mehreren dieser Hilfskarten kann der Spieler nun auch eine Handkarte auf den Ablagestapel legen, wenn die Summe der ausgespielten Karten und der genutzten Hilfskarten höher als der Wert der letzten abgelegten Karte ist. Die genutzten Hilfskarten werden aus dem Spiel genommen, die ausgespielte Karte kommt oben auf die Ablage.
Eine Runde endet, sobald ein Spieler nach dem Ausspielen nur noch eine Handkarte hat. Danach werten alle Spieler ihre Handkarten und bekommen den Wert der höchsten Handkarte als Pluspunkte, von denen die Werte aller weiteren Handkarten abgezogen werden. Das Spiel endet nach einer vorher festgelegten Anzahl Runden, die der Anzahl der Mitspieler entspricht, Gewinner ist der Spieler mit der höchsten Gesamtpunktezahl.

## Veröffentlichung und Rezeption
Das Spiel FTW?! wurde von Friedemann Friese entwickelt und 2023 bei dessen Verlag 2F-Spiele in einer zweisprachigen Version auf Englisch und Deutsch veröffentlicht. Es erschien im gleichen Jahr auf Englisch, Französisch/Spanisch, Koreanisch und Japanisch.
Der Spielekritiker Harald Schrapers vergleicht es in seinem Blog mit dem im gleichen Jahr erschienen Passt nicht! und benennt beide als „herausragende Kartenspiele“, die „die Uno-Mau-Mau-Mechanik neu interpretieren“. Er kritisiert allerdings, dass das Weiterschieben von Karten am Spielanfang „nur ganz selten eine praktische Auswirkung. Denn vom linken Nachbarn bekommt man meistens sehr ähnliche Karten.“ Zudem stören ihn die „großen Siegpunktdifferenzen, weil es das Gefühl der Uneinholbarkeit erzeugt.“

## Belege
1. 1 2 3 4 5  Spielanleitung FTW?!, 2F-Spiele 2023
2. ↑  Versionen von FTW?! in der Spieledatenbank BoardGameGeek (englisch); abgerufen am 30. November 2024.
3. ↑  Harald Schrapers: Uno-Mau-Mau-Derivate: FTW?! vs. Passt nicht!, Rezension auf dem Blog brett-spiel.de, 23. Dezember 2023; abgerufen am 30. Dezember 2024.